# Seldschuk
Seldschuk (gestorben 1038) war ein türkisch-oghusischer Kriegsfürst und Namensgeber der Seldschuken.
Seldschuk war Khan des oghusischen Stammes der Kınık. Gegen Ende des 10. Jahrhunderts trat Seldschuk mit seinen Leuten zum Islam über. Er hatte vier Söhne, Mîkâ'îl, Isrâ'îl (oder Arslan), Mûsâ und Yûnus.
Nach seinem Tod 1038 wurde er in Dschand beerdigt.